# 元老院議官
元老院議官（げんろういんぎかん）は、明治時代初期に存在した日本の立法機関・元老院（1875年 - 1890年）を組織した議員。華族・官吏・学識者の中から勅任された。明治後期以降、天皇の諮問を受けて首相推奏を行った元老との直接の関係はない。
元老院は1890年に帝国議会開設に伴って廃止されたが、廃止時の元老院議官定員91名のうち、27名が貴族院の勅選議員になり、引き続き立法機関を構成した。

## 任官者
- 後藤象二郎：1875年4月25日 - 1875年4月28日（元老院副議長就任）
- 福岡孝弟：1875年4月25日 - 1875年5月19日
- 加藤弘之：1875年4月25日 - 1875年11月28日
- 河野敏鎌：1875年4月25日 - 1875年11月28日（元老院幹事就任）
- 陸奥宗光：1875年4月25日 - 1875年11月28日（元老院幹事就任）
- 勝安芳：1875年4月25日[1] - 1875年11月29日[2]
- 鳥尾小弥太：1875年4月25日 - 1876年1月8日
- 由利公正：1875年4月25日 - 1876年12月18日
- 三浦梧楼：1875年4月25日 - 1876年6月7日
- 吉井友実：1875年4月25日 - 1877年8月29日
- 松岡時敏：1875年4月25日 - 1877年11月6日（死去）
- 山口尚芳：1875年4月25日 - 1880年3月8日（元老院幹事就任）
- 津田出：1875年4月25日 - 1890年10月20日
- 熾仁親王：1875年7月2日 - 1876年5月18日（元老院議長就任）
- 壬生基修：1875年7月2日 - 1877年1月15日
- 柳原前光：1875年7月2日 - 1878年6月7日（元老院幹事就任）
- 佐野常民：1875年7月2日 - 1880年2月28日
- 佐々木高行：1875年7月2日 - 1880年3月13日（元老院副議長就任）
- 秋月種樹：1875年7月2日[3] - 1880年8月18日[4]
- 斎藤利行：1875年7月2日 - 1881年5月26日（死去）
- 黒田清綱：1875年7月2日 - 1882年11月22日（元老院幹事就任）
- 大給恒：1875年7月2日 - 1890年10月20日
- 長谷信篤：1875年7月8日[5] - 1877年1月15日
- 福羽美静：1875年7月22日 - 1881年10月21日
- 井上馨：1875年12月27日 - 1878年7月29日
- 中島信行：1876年3月28日 - 1880年10月5日[6]
- 細川潤次郎：1876年4月8日 - 1880年3月8日（元老院幹事就任）
- 水本成美：1876年4月8日 - 1881年10月31日
- 楠田英世：1876年4月8日 - 1884年4月30日
- 津田真道：1876年4月8日 - 1890年10月20日
- 神田孝平：1876年9月3日 - 1877年2月6日
- 宍戸璣：1877年1月16日 - 1879年3月8日
- 大久保一翁：1877年1月16日 - 1888年7月31日（死去）
- 東久世通禧：1877年8月29日 - 1881年7月12日（元老院幹事就任）
- 山田顕義：1878年3月5日 - 1879年9月10日
- 前島密：1878年3月5日 - 1880年2月28日
- 山尾庸三：1878年3月5日 - 1880年2月28日
- 田中不二麿：1878年3月5日 - 1880年3月12日
- 吉井友実（再任）：1878年5月9日[7] - 1882年1月10日[8]
- 岩下方平：1878年5月9日[7] - 1890年10月20日
- 伊集院兼寛：1878年6月3日 - 1890年10月20日
- 河田景与：1878年7月2日 - 1890年10月20日
- 伊丹重賢：1878年8月22日[9] - 1890年10月20日
- 河瀬真孝：1879年3月15日 - 1882年11月22日（元老院幹事就任）
- 玉乃世履：1879年11月17日 - 1881年7月27日
- 楠本正隆：1879年12月12日 - 1889年12月27日（元老院副議長就任）
- 神田孝平（再任）：1880年2月28日 - 1890年10月20日
- 林友幸：1880年2月28日 - 1890年10月20日
- 安場保和：1880年3月8日 - 1881年10月31日
- 柳原前光（再任）：1880年3月8日 - 1883年6月25日
- 柴原和：1880年3月8日 - 1886年7月19日
- 鶴田皓：1880年3月11日 - 1881年10月21日
- 中村弘毅：1880年4月10日 - 1881年10月31日
- 箕作麟祥：1880年4月10日 - 1888年11月9日
- 本田親雄：1880年4月10日 - 1890年7月9日[10]
- 渡辺驥：1880年4月10日 - 1890年10月20日
- 渡辺昇：1880年5月4日 - 1881年10月31日
- 福岡孝弟（再任）：1880年5月14日 - 1881年4月7日
- 岩村通俊：1880年6月28日 - 1881年10月21日
- 九鬼隆一：1880年11月30日[11] - 1884年5月14日
- 野村素介：1880年11月30日[11] - 1890年10月20日
- 浅野長勲：1880年12月27日[12] - 1882年3月20日
- 槙村正直：1881年1月19日 - 1890年6月30日
- 四条隆謌：1881年2月12日 - 1883年6月26日
- 関口隆吉：1881年2月12日 - 1884年9月27日
- 海江田信義：1881年4月19日 - 1890年10月20日
- 鍋島直彬：1881年5月18日 - 1890年10月20日
- 山口尚芳（再任）：1881年5月28日 - 1881年10月21日
- 鍋島幹：1881年6月27日 - 1886年7月24日[13]
- 税所篤：1881年7月12日 - 1887年11月9日
- 細川潤次郎（再任）：1881年7月27日 - 1883年6月5日（元老院幹事就任）
- 渡辺清：1881年7月29日 - 1890年10月20日
- 渡辺洪基：1882年5月24日 - 1884年7月19日
- 西周：1882年5月24日 - 1890年10月20日
- 三浦安：1882年5月24日 - 1890年10月20日
- 鍋島直大：1882年5月31日 - 1886年2月15日
- 長岡護美：1882年6月30日 - 1890年10月20日
- 鷲尾隆聚：1882年9月9日 - 1887年3月3日
- 福原実：1882年12月28日 - 1887年4月14日
- 大鳥圭介：1882年12月28日 - 1889年6月3日
- 西村貞陽：1883年2月23日 - 1886年9月6日（死去）
- 上杉茂憲：1883年4月24日 - 1890年10月20日
- 岸良兼養：1883年6月5日[14] - 1883年11月15日（死去）
- 田中芳男：1883年6月25日 - 1890年10月20日
- 井田譲：1883年9月19日 - 1889年11月29日（死去）
- 田辺太一：1883年9月19日 - 1890年10月20日
- 宮本小一：1883年9月19日 - 1890年10月20日
- 清岡公張：1883年10月29日 - 1884年8月5日
- 橋口兼三：1883年11月14日 - 1890年10月20日
- 神山郡廉：1884年1月21日 - 1890年10月20日
- 籠手田安定：1884年7月9日 - 1885年9月4日
- 岩村定高：1884年7月10日 - 1890年10月20日
- 楫取素彦：1884年7月30日 - 1890年10月20日
- 長松幹：1884年9月4日 - 1890年10月20日
- 作間一介：1884年9月19日 - 1884年9月20日（死去）
- 青山貞：1884年9月30日 - 1886年2月25日
- 中島錫胤：1884年12月4日 - 1889年2月27日
- 安藤則命：1884年12月4日 - 1890年10月20日
- 小畑美稲：1884年12月4日 - 1890年10月20日
- 何礼之：1884年12月4日 - 1890年10月20日
- 壬生基修（再任）：1885年1月13日 - 1890年10月20日
- 由利公正（再任）：1885年1月13日 - 1890年10月20日
- 上野景範：1885年2月14日 - 1885年10月30日
- 町田久成：1885年3月10日 - 1889年12月26日
- 久我通久：1885年4月2日 - 1890年10月20日
- 村田保：1885年4月2日 - 1890年10月20日
- 吉井友実（再々任）：1885年4月4日 - 1886年2月5日
- 永山盛輝：1885年4月18日 - 1890年10月20日
- 橋本実梁：1885年6月13日[15] - 1885年9月16日（死去）[16]
- 林清康：1885年12月22日 -　1886年1月29日
- 安場保和（再任）：1885年12月22日[17] - 1886年2月25日[18]
- 高崎五六：1885年12月22日 - 1886年3月9日
- 大迫貞清：1885年12月22日[17] - 1886年4月27日
- 土方久元：1885年12月22日 - 1886年9月2日
- 中村弘毅（再任）：1885年12月22日 - 1887年7月3日
- 鶴田皓（再任）：1885年12月22日 - 1888年4月16日
- 田中光顕：1885年12月22日 - 1889年12月24日
- 尾崎三良：1885年12月22日 - 1890年7月7日
- 清岡公張（再任）：1885年12月22日 - 1890年10月20日
- 宍戸璣（再任）：1885年12月22日 - 1890年10月20日
- 福羽美静（再任）：1885年12月22日 - 1890年10月20日
- 山口尚芳（再々任）：1885年12月22日 - 1890年10月20日
- 渡正元：1885年12月22日 - 1890年10月20日
- 鳥尾小弥太（再任）：1885年12月28日[19] - 1888年6月14日[20]
- 伊東祐麿：1885年12月28日[19] - 1890年10月20日
- 加藤弘之（再任）：1886年1月11日 - 1890年5月19日
- 安田定則：1886年1月26日 - 1886年5月8日
- 調所広丈：1886年1月26日 - 1889年6月8日
- 長谷部辰連：1886年1月26日 - 1889年12月26日
- 原田一道：1886年2月5日 - 1890年10月20日
- 石田英吉：1886年2月25日 - 1888年11月20日
- 中村正直：1886年2月26日 - 1890年10月20日
- 黒田清綱（再任）：1886年3月29日 - 1890年10月20日
- 細川潤次郎（再々任）：1886年3月29日 - 1890年10月20日
- 長与専斎：1886年4月27日 - 1890年10月20日
- 島惟精：1886年5月8日 - 1886年5月11日（死去）
- 阪本政均：1886年5月10日[21] - 1890年1月15日（死去）[22]
- 岡内重俊：1886年5月10日 - 1890年10月20日
- 岩山敬義：1886年12月21日 - 1887年5月18日
- 綿貫吉直：1886年12月27日 - 1889年6月24日
- 石井忠亮：1887年3月10日 - 1889年12月26日
- 大迫貞清（再任）：1887年4月14日 - 1890年10月20日
- 時任為基：1887年5月18日 - 1888年2月29日
- 吉田清成：1887年7月26日 - 1888年5月10日
- 平岡通義：1887年12月22日 - 1890年10月20日
- 森山茂：1887年12月28日 - 1890年7月25日
- 田辺良顕：1888年2月29日 - 1890年10月20日
- 金井之恭：1888年3月6日 - 1890年10月20日
- 四条隆平：1888年3月6日 - 1890年10月20日
- 柳楢悦：1888年4月18日 - 1890年10月20日
- 中島佐衡：1888年6月7日 - 1889年6月13日
- 蜂須賀茂韶：1888年6月7日 - 1890年5月19日
- 五条為栄：1888年6月7日[23] - 1890年10月20日
- 千家尊福：1888年6月7日 - 1890年10月20日
- 中島永元：1888年6月7日 - 1890年10月20日
- 藤井希璞：1888年6月7日 - 1890年10月20日
- 岩村通俊（再任）：1888年6月15日[20] - 1888年11月20日
- 奈良原繁：1888年7月4日（任命同日辞職）
- 福原実（再任）：1888年9月18日 - 1890年10月20日
- 重野安繹：1888年10月29日 - 1890年10月20日
- 船越衛：1888年11月20日 - 1890年5月21日[24]
- 国司順正：1888年11月20日 - 1890年10月20日
- 堀江芳介：1888年11月20日 - 1890年10月20日
- 巌谷修：1888年12月19日 - 1890年10月20日
- 前田献吉：1889年3月15日 - 1890年10月20日
- 建野郷三：1889年3月16日 - 1890年10月20日
- 石井邦猷：1889年12月24日 - 1890年10月20日
- 税所篤（再任）：1889年12月26日 - 1890年6月5日
- 青山貞（再任）：1889年12月26日 - 1890年10月20日
- 木梨精一郎：1889年12月26日 - 1890年10月20日
- 浜尾新：1889年12月26日 - 1890年10月20日
- 沖守固：1890年1月7日 - 1890年10月20日
- 岩崎小二郎：1890年3月25日 - 1890年5月21日[24]
- 高崎五六（再任）：1890年5月19日 - 1890年10月20日
- 中井弘：1890年5月21日 - 1890年10月20日
- 前田正名：1890年5月31日 - 1890年10月20日
- 井上廉：1890年6月10日 - 1890年10月20日
- 谷森真男：1890年6月10日 - 1890年10月20日
- 秋月種樹（再任）：1890年6月12日 - 1890年10月20日
- 石丸安世：1890年6月12日[25] - 1890年10月20日
- 河鰭実文：1890年6月12日 - 1890年10月20日
- 児玉少介：1890年6月12日 - 1890年10月20日
- 小原重哉：1890年6月12日 - 1890年10月20日
- 醍醐忠敬：1890年6月12日 - 1890年10月20日
- 立木兼善：1890年6月12日 - 1890年10月20日
- 辻維岳：1890年6月12日 - 1890年10月20日
- 寺島秋介：1890年6月12日 - 1890年10月20日
- 土肥実匡：1890年6月12日[25] - 1890年10月20日
- 中村孝禧：1890年6月12日 - 1890年10月20日
- 中村博愛：1890年6月12日 - 1890年10月20日
- 南郷茂光：1890年6月12日 - 1890年10月20日
- 平松時厚：1890年6月12日 - 1890年10月20日
- 穂波経度：1890年6月12日 - 1890年10月20日
- 松本鼎：1890年6月12日 - 1890年10月20日
- 丸山作楽：1890年6月12日 - 1890年10月20日
- 湯地定基：1890年6月12日 - 1890年10月20日